# Tafeltennis op de Olympische Jeugdzomerspelen 2010
Tafeltennis is een van de olympische sporten die beoefend worden tijdens de Olympische Jeugdzomerspelen 2010 in Singapore. De wedstrijden zullen worden gespeeld van 21 tot en met 26 augustus in het Singapore Indoor Stadium. Er zijn drie onderdelen: jongens enkelspel, meisjes enkelspel en gemengd team.

## Deelnemers
De deelnemers moeten in 1994 of 1995 geboren zijn. Het aantal deelnemers is door het IOC op 32 jongens en 32 meisjes gesteld. Per land mag één jongen en één meisje meedoen.
In diverse mondiale toernooien waren voor de landen startplaatsen te verdienen en ook op basis van de wereldranglijst. Via continentale kwalificatietoernooien werd het aantal geplaatste landen op 27 gebracht. Het gastland mocht één jongen en één meisje inschrijven. De overige vier plaatsen bij de jongens en de meisjes werden door het IOC en de International Table Tennis Federation aangewezen waarbij er voor werd gezorgd dat uiteindelijk elk land ten minste vier sporters kon laten deelnemen aan de Jeugdspelen.
Bovendien gold dat per land het totaal aantal sporters, bekeken over alle individuele sporten en het basketbal tijdens deze Jeugdspelen, is beperkt tot 70.

## Onderdelen
Enkelspel
De 32 tafeltennissers worden in acht groepen van vier gedeeld. Iedereen speelt een keer tegen de andere spelers in de groep. De eerste twee gaan door voor de plaatsen 1-16, de andere twee spelen om de plaatsen 17-32. In de tweede ronde voor de plaatsen 1-16 worden de spelers in vier groepen van vier ingedeeld. De eerste twee plaatsen zich voor de kwartfinale. De nummers drie eindigen ex aequo op de 9e-12e plaats, de nummers vier op de 13e-16e plaats. De verliezers van de kwartfinales eindigen op de gedeelde 5e-8e plaats. De winnaars van de halve finales spelen om het goud, de verliezers om het brons. In de tweede ronde voor de plaatsen 17-32 worden vier groepen van vier gevormd. De groepswinnaars eindigen ex-aequo op de 17e-20e plaats, de nummers twee op de 21e-24e plaats, de nummers drie op de 25e-28e plaats en de nummers vier op de 29e-32e plaats.
In de eerste twee rondes werd gespeeld tot iemand drie sets heeft gewonnen, in de volgende ronden moeten vier sets worden gewonnen.
Team
Aan de teamwedstrijd mogen alleen spelers meedoen die ook in het enkelspel deelnemen. Als uit één land zowel een jongen als meisje mee doen, vormen zij een team. Van de overige deelnemers worden teams gevormd, dit kunnen continentale of intercontinentale zijn. Elke ontmoeting bestaat uit 3 wedstrijden; twee enkelspelen en een gemengd dubbel. Er werd gespeeld tot iemand drie sets heeft gewonnen.
In de eerste ronde worden per ontmoeting alle drie de wedstrijden gespeeld, in de volgende ronden werd de derde wedstrijd niet meer gespeeld als een team de eerste twee wedstrijden heeft gewonnen.
In de eerste ronde worden de teams in acht groepen van drie of vier landen verdeeld. In de groep speelt iedereen een keer tegen elkaar. De eerste twee uit de groep plaatsen zich voor de achtste finale. De verliezers van de achtste finale eindigen ex aequo 9e-16e, de verliezers van de kwartfinales gedeeld 5e-8e en er werd gespeeld om het goud en het brons.
De nummers drie en vier uit de eerste ronde-groepen strijden om de plaatsen 17-32. Er worden maximaal twee ronden gespeeld om de volgende posities te bepalen: gedeeld 17e-20e, gedeeld 21e-24e en gedeeld 25e-32e.

## Kalender
| Augustus    | 14 | 15 | 16 | 17 | 18 | 19 | 20 | 21 | 22 | 23 | 24 | 25 | 26 |
| ----------- | -- | -- | -- | -- | -- | -- | -- | -- | -- | -- | -- | -- | -- |
| Tafeltennis |    |    |    |    |    |    |    |    |    | 2  |    |    | 1  |

|  | Competitie |  | Finale |

## Medailles

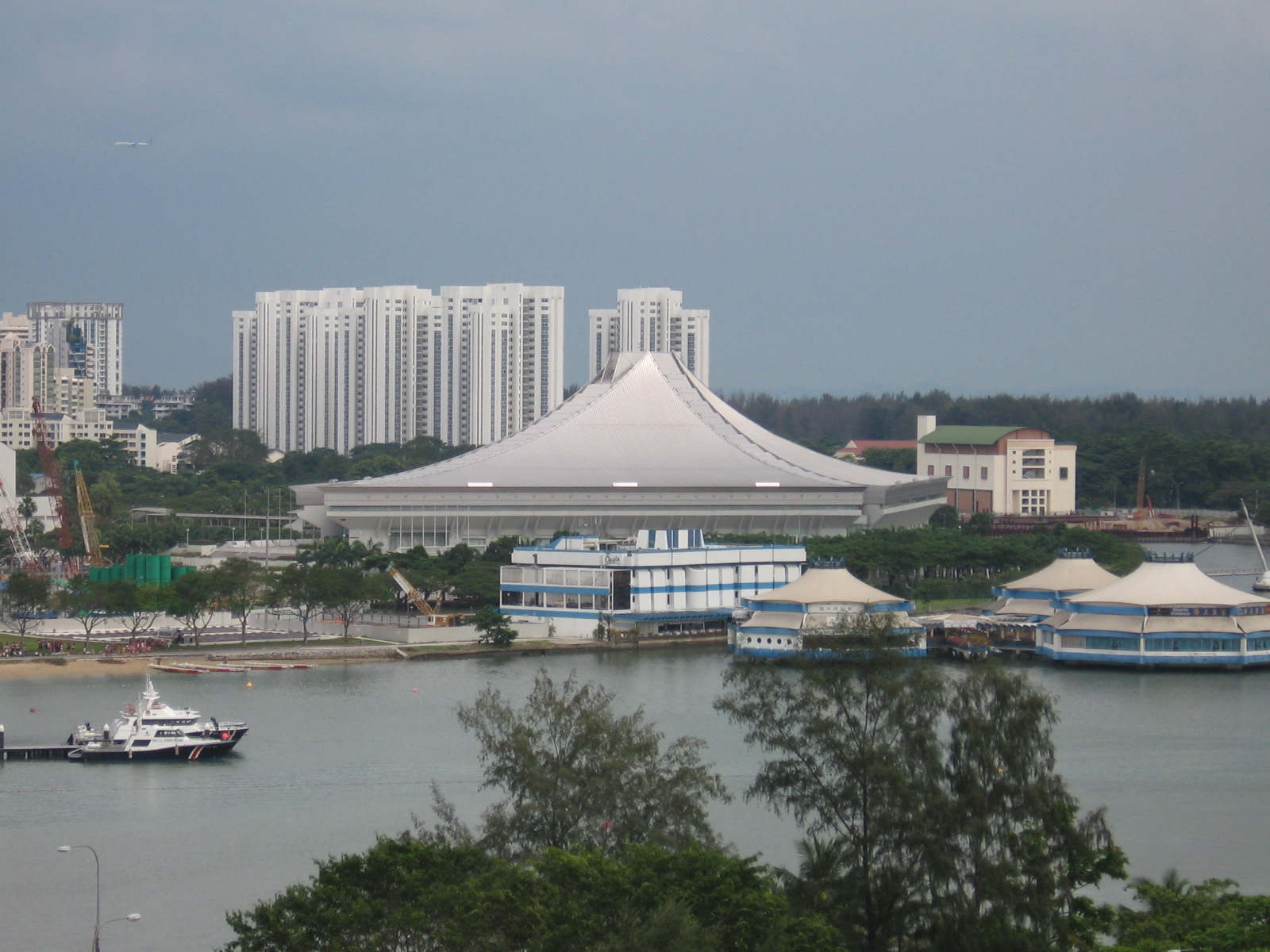
Het Singapore Indoor Stadium, waar het tafeltennistoernooi beslecht werd

| Discipline         | Goud | Goud                    | Zilver | Zilver                     | Brons   | Brons               |
| ------------------ | ---- | ----------------------- | ------ | -------------------------- | ------- | ------------------- |
| Jongens enkelspel  | JPN  | Koki Niwa               | TPE    | Hung Tzu-hsiang            | FRA     | Simon Gauzy         |
|                    |      |                         |        |                            |         |                     |
| Meisjes enkelspel  | CHN  | Gu Yuting               | SIN    | Isabelle Siyun Li          | KOR     | Yang Ha-eun         |
|                    |      |                         |        |                            |         |                     |
| Gemengd dubbelspel | JPN  | Koki Niwa Ayuka Tanioka | KOR    | Kim Donh hyuan Yang Ha-eun | CHN TUN | Gy Yuting Adem Hmam |

### Medailleklassement
| Plaats | Land                 | NOC    | Goud | Zilver | Brons | Totaal |
| ------ | -------------------- | ------ | ---- | ------ | ----- | ------ |
| 1      | Japan                | JPN    | 2    | 0      | 0     | 2      |
| 2      | China                | CHN    | 1    | 0      | 0     | 1      |
| 3      | Zuid-Korea           | KOR    | 0    | 1      | 1     | 2      |
| 4      | Chinees Taipei       | TPE    | 0    | 1      | 0     | 1      |
| 4      | Singapore            | SIN    | 0    | 1      | 0     | 1      |
| 6      | Frankrijk            | FRA    | 0    | 0      | 1     | 1      |
| -      | Gemengde landenteams | MIX    | 0    | 0      | 1     | 1      |
| Totaal | Totaal               | Totaal | 3    | 3      | 3     | 9      |